# Force et Tendresse
Force et Tendresse est une œuvre du sculpteur français Eugène Dodeigne située à Paris, en France. Créée en 1996, elle est installée en 2000 dans les jardins des Tuileries. Il s'agit d'une sculpture en pierre.

## Description
L'œuvre prend la forme d'une sculpture abstraite, en pierre de Soignies. Elle repose sur un socle en forme de banc.

## Localisation
L'œuvre est installée dans un espace boisé des jardins des Tuileries.

## Historique
Force et Tendresse est une œuvre de Eugène Dodeigne et date de 1996. Achetée par le fonds national d'art contemporain en 1999, elle est installée en 2000 dans les jardins des Tuileries.

## Artiste
Eugène Dodeigne (née en 1923) est un sculpteur français.